# Kreis Bunzlau (Schlesien)
| Kreis Bunzlau             | Kreis Bunzlau                                                           |
| ------------------------- | ----------------------------------------------------------------------- |
| Wappen                    |                                                                         |
| Preußische Provinz        | Schlesien (1816–1919, 1938–1941) Niederschlesien (1919–1938, 1941–1945) |
| Regierungsbezirk          | Liegnitz                                                                |
| Kreisstadt                | Bunzlau                                                                 |
| Letzter Landrat           | Siegfried Kampf (1944–1945)                                             |
| Fläche                    |                                                                         |
| Einwohner                 | 72.912 (1939)                                                           |
| Städte                    | 2                                                                       |
| Gemeinden                 |                                                                         |
|                           |                                                                         |
| Karte des Kreises Bunzlau |                                                                         |

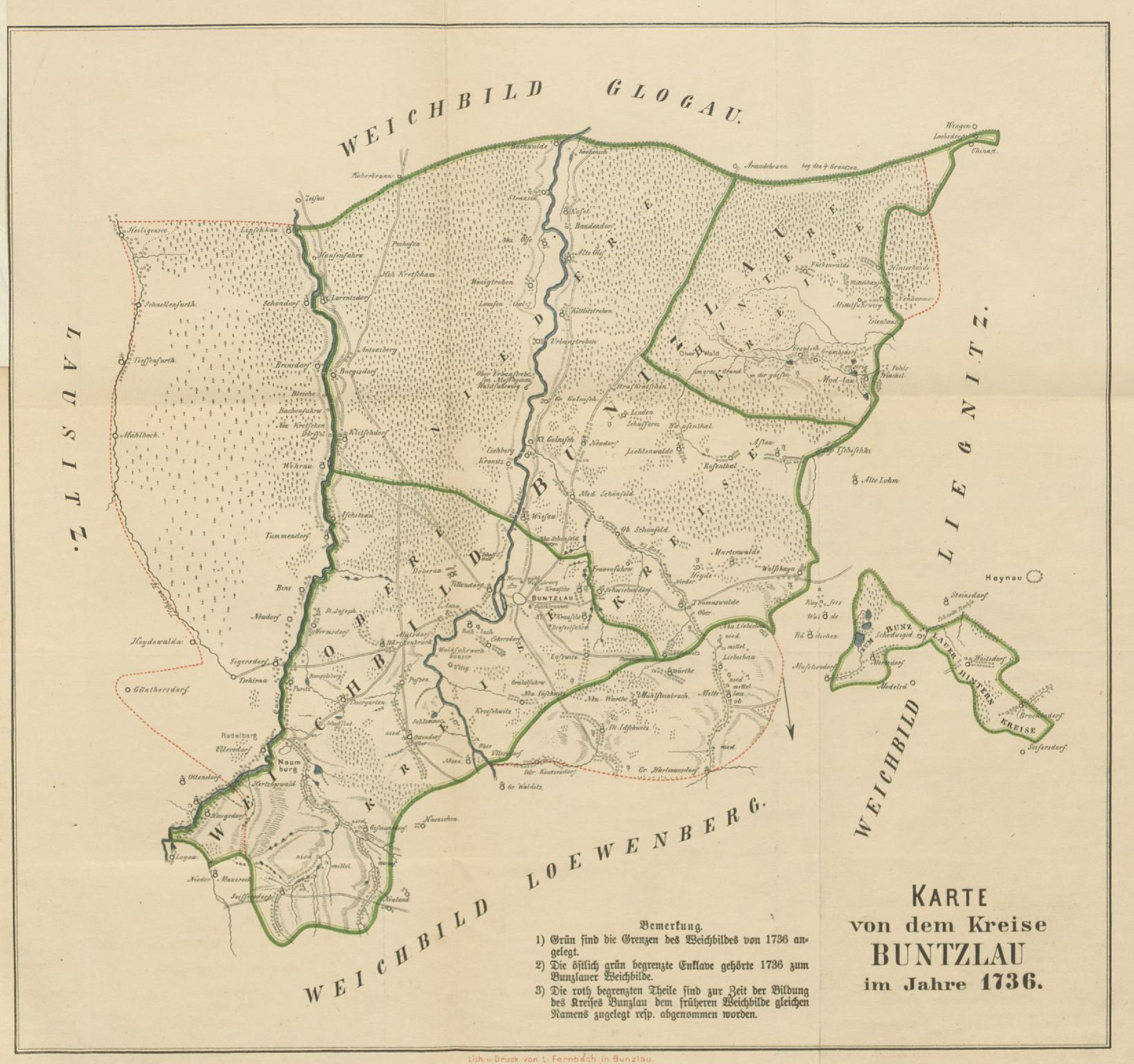
Das Weichbild Bunzlau im Jahre 1736

Der Kreis Bunzlau war ein preußischer Landkreis in Schlesien. Er bestand von 1816 bis 1945. Das Landratsamt befand sich in Bunzlau. Das ehemalige Kreisgebiet liegt heute in der Woiwodschaft Niederschlesien in Polen.

## Verwaltungsgeschichte
Nach der Eroberung des größten Teils von Schlesien durch Preußen im Jahre 1741 wurden durch die königliche Kabinettsorder vom 25. November 1741 in Niederschlesien die preußischen Verwaltungsstrukturen eingeführt. Dazu gehörte die Einrichtung zweier Kriegs- und Domänenkammern in Breslau und Glogau sowie deren Gliederung in Kreise und die Einsetzung von Landräten zum 1. Januar 1742.
Im Fürstentum Jauer, einem der schlesischen Teilfürstentümer, wurden aus alten schlesischen Weichbildern die preußischen Kreise Hirschberg, Jauer und Löwenberg-Bunzlau gebildet. Alle drei Kreise unterstanden der Kriegs- und Domänenkammer Glogau, aus der im Zuge der Stein-Hardenbergischen Reformen 1815 der Regierungsbezirk Liegnitz der Provinz Schlesien hervorging.
Der Kreis Löwenberg-Bunzlau wurde von der Regierung in Liegnitz am 26. Januar 1816 in die beiden Kreise Löwenberg und Bunzlau aufgespalten. Die Trennung erfolgte entlang der historischen Weichbildgrenze, so dass der Kreis Bunzlau zunächst dem historischen Weichbild Bunzlau entsprach. Am 1. Juni 1816 wurden im Rahmen der Einrichtung von Kreisen in der schlesischen Oberlausitz die „Von den Graf Solms`schen-Baruth Erben besessene Herrschaft Wehrau“ mit den Gütern Altenhan, Binitz, Ganz Siegersdorf, Heide Gersdorf, Neudorf, Neu Gersdorf, Ober- und Nieder Waldau samt Eichert, Tzschirna und das Königliche Domänengut Ullersdorf in den Kreis Bunzlau eingegliedert.
Bei der Kreisreform vom 1. Januar 1820 im Regierungsbezirk Liegnitz kam es noch zu weiteren Gebietsänderungen:
- Die Dörfer Alt Jäschwitz, Alt Warthau, Groß Hartmannsdorf, Liebichau, Mittlau und Neu Warthau wurden aus dem Kreis Löwenberg in den Kreis Bunzlau umgegliedert.
- Die Dörfer Brockendorf, Grüßiggrund, Märzdorf, Petschendorf, Sankt Hedwigsdorf und Woitsdorf wurden aus dem Kreis Bunzlau in den Kreis Goldberg-Haynau umgegliedert.
- Das Dorf Jakobsdorf wurde aus dem Kreis Bunzlau in den Kreis Lüben umgegliedert.
- Das Dorf Haugsdorf wurde aus dem Kreis Bunzlau in den Kreis Lauban umgegliedert.

Seit dem 1. Juli 1867 gehörte der Kreis als Teil Preußens zum Norddeutschen Bund und ab dem 1. Januar 1871 zum Deutschen Reich. Am 8. November 1919 wurde die Provinz Schlesien aufgelöst. Aus den Regierungsbezirken Breslau und Liegnitz wurde die neue Provinz Niederschlesien gebildet. Zum 30. September 1928 fand im Kreis Bunzlau wie im Übrigen Freistaat Preußen eine Gebietsreform statt, bei der nahezu alle Gutsbezirke aufgelöst und benachbarten Landgemeinden zugeteilt wurden.
Am 1. April 1938 wurden die preußischen Provinzen Niederschlesien und Oberschlesien wieder zur Provinz Schlesien zusammengeschlossen. Gleichzeitig wurden die Gemeinden Heiligensee, Mühlbock, Schnellfurt und Tiefenfurt aus dem Landkreis Görlitz und die Gemeinde Heiligensee aus dem Kreis Sprottau in den Kreis Bunzlau umgegliedert. Am 18. Januar 1941 wurde die Provinz Schlesien aufgelöst. Aus den Regierungsbezirken Breslau und Liegnitz wurde die neue Provinz Niederschlesien gebildet.
Im Frühjahr 1945 wurde das Kreisgebiet von der Roten Armee besetzt. Im Sommer 1945 wurde das Kreisgebiet von der sowjetischen Besatzungsmacht gemäß dem Potsdamer Abkommen unter polnische Verwaltung gestellt. Im Kreisgebiet begann daraufhin der Zuzug polnischer Zivilisten, die zum Teil aus den an die Sowjetunion gefallenen Gebieten östlich der Curzon-Linie kamen. In der Folgezeit wurde die deutsche Bevölkerung größtenteils aus dem Kreisgebiet vertrieben.

## Einwohnerentwicklung
| Jahr | Einwohner | Quelle |
| ---- | --------- | ------ |
| 1819 | 40.074    | [ 9 ]  |
| 1846 | 56.624    | [ 10 ] |
| 1871 | 57.499    | [ 11 ] |
| 1885 | 59.573    | [ 12 ] |
| 1900 | 62.937    | [ 13 ] |
| 1910 | 64.813    | [ 13 ] |
| 1925 | 67.609    | [ 14 ] |
| 1939 | 72.912    | [ 14 ] |

## Landräte

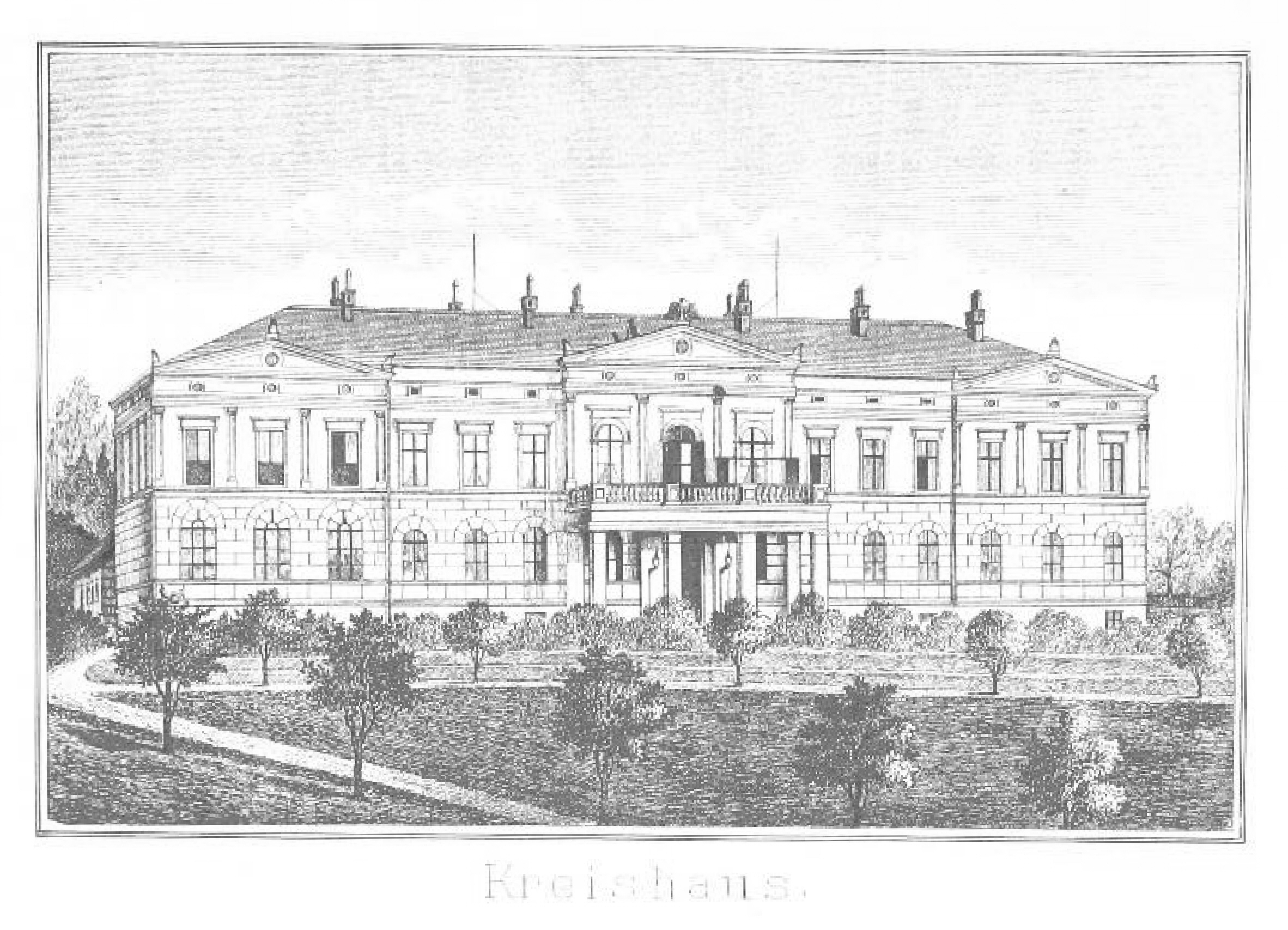
Das (ehem.) Landratsamt
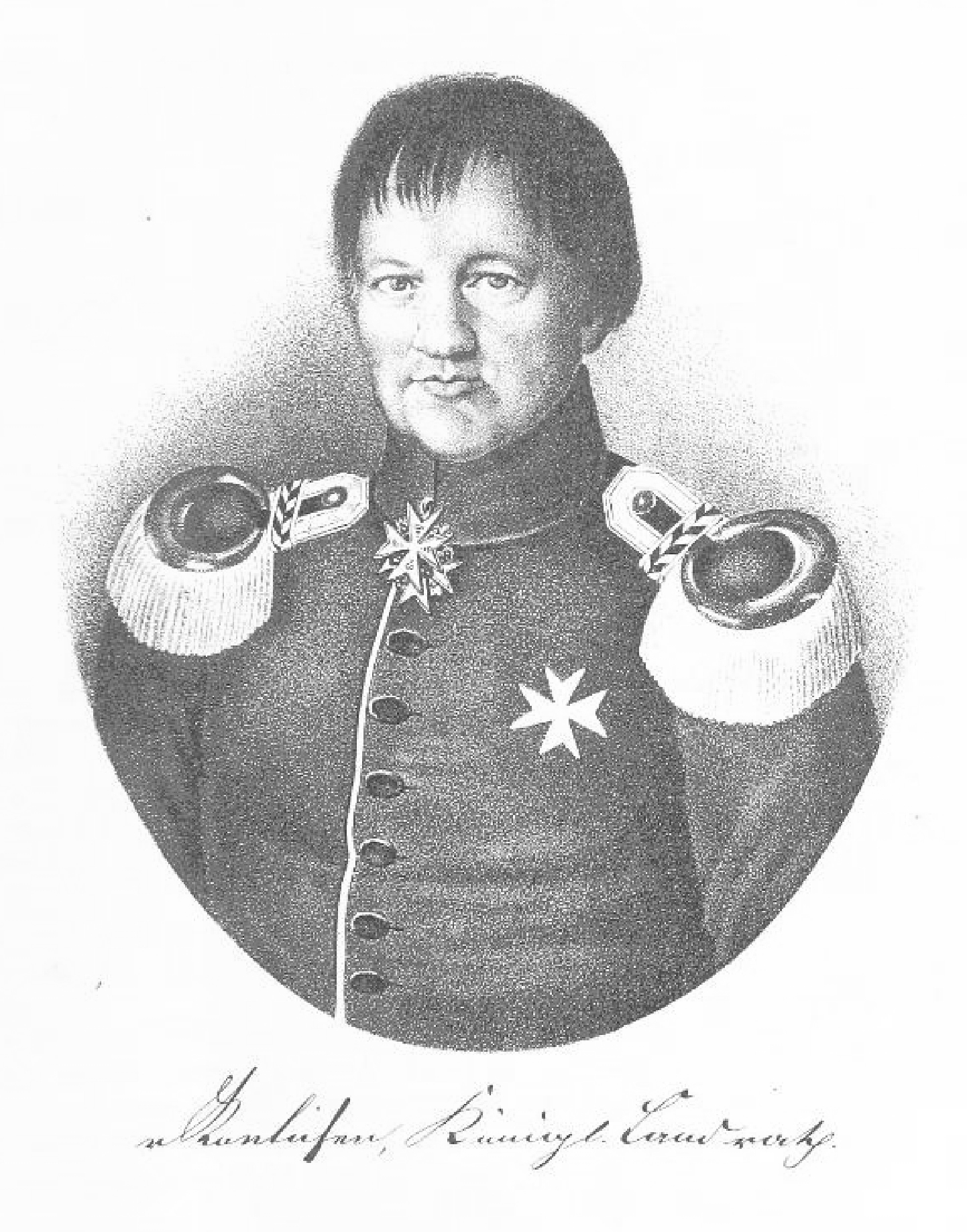
Ernst A. von Kölichen
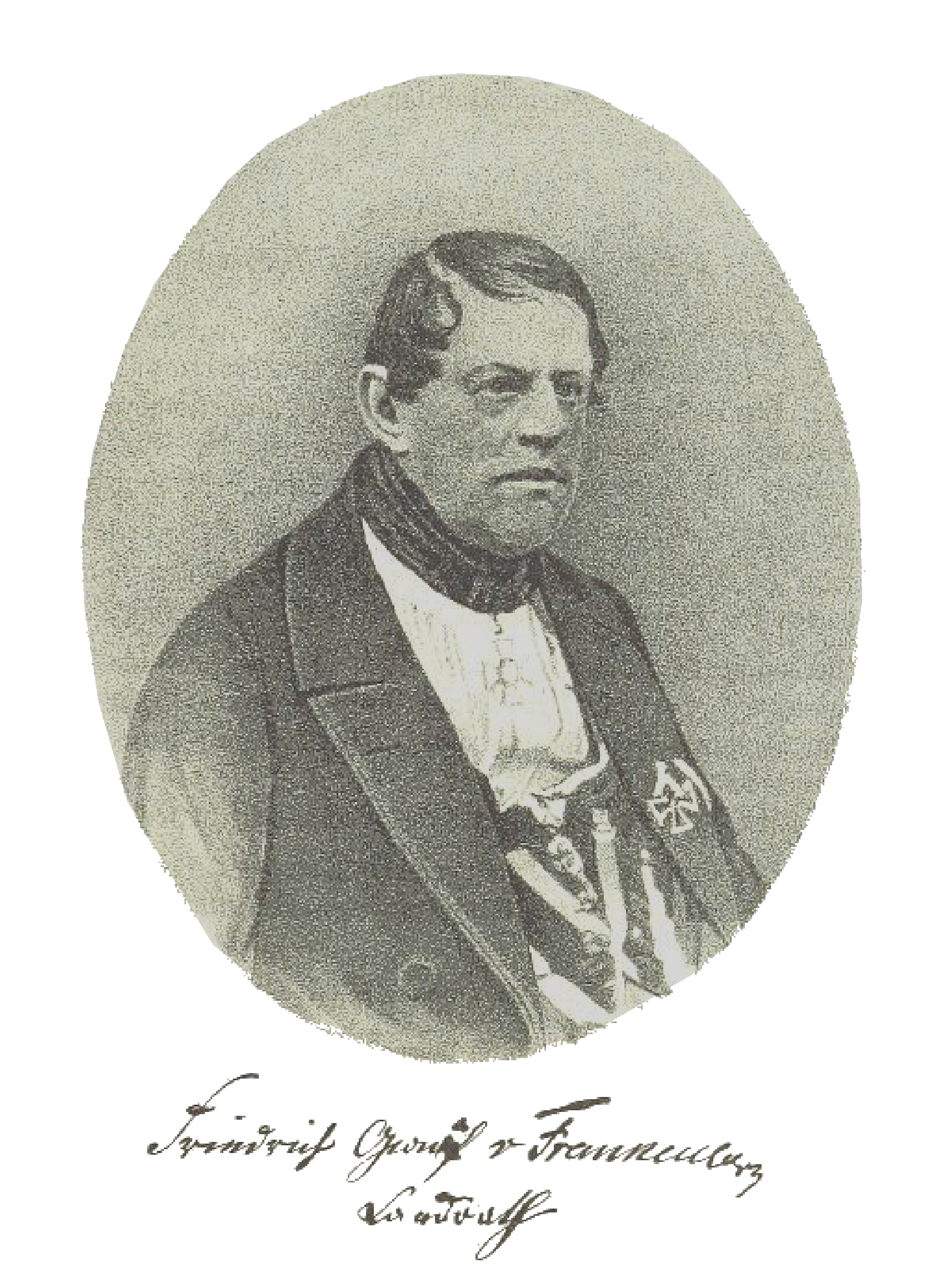
Friedrich Graf v. Frankenberg
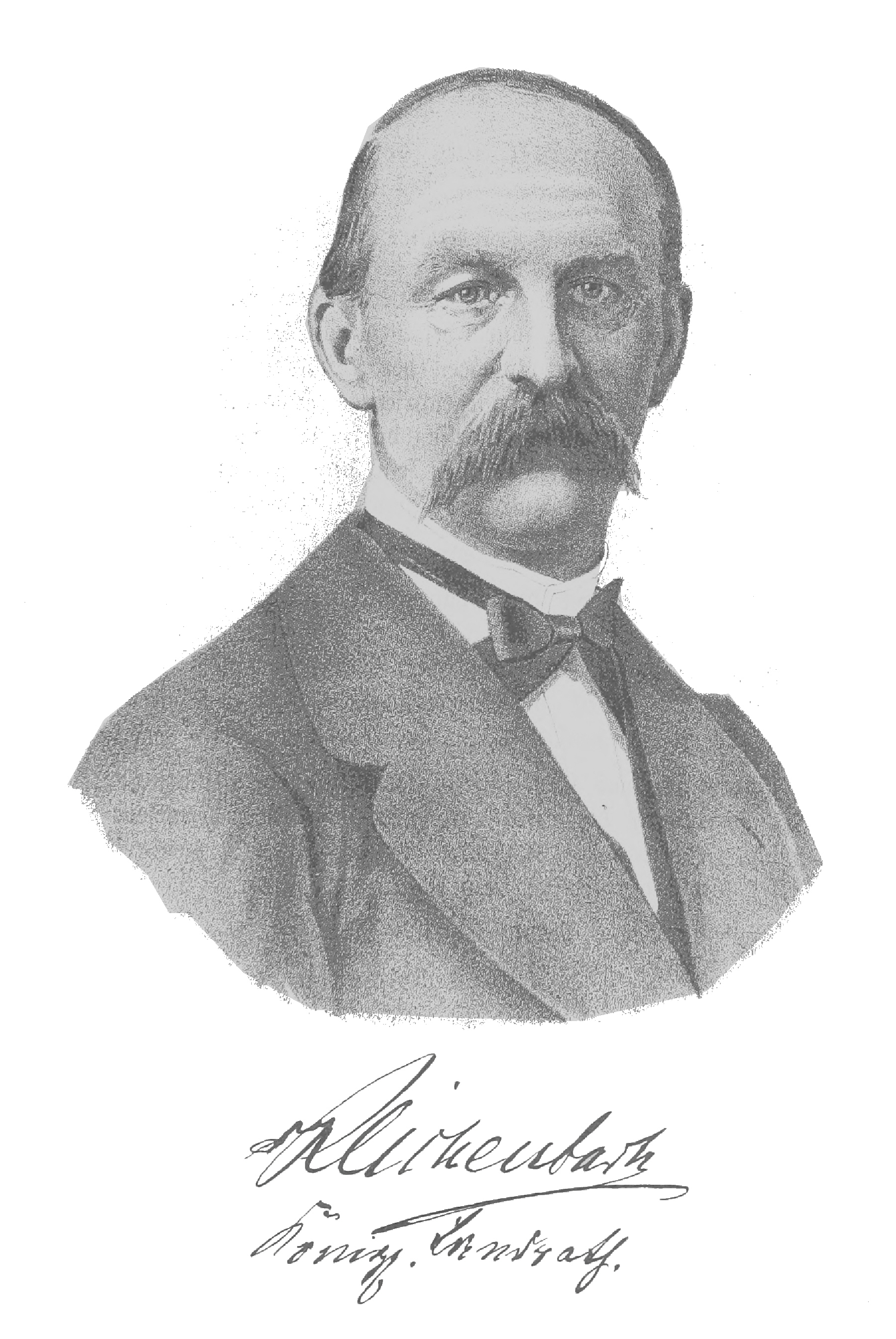
Karl von Reichenbach

18160000000von Skal (kommissarisch)
1816–184000Ernst Albrecht von Kölichen (1766–1840)
1840–184900Friedrich von Frankenberg
1849–187400Karl von Reichenbach († 1879)
1874–188000Leopold von Loesch-Laski (* 1831)
18800000000von Rittberg (vertretungsweise)
1880–188900Constantin zu Stolberg-Wernigerode (1843–1905)
1889–189000Viktor Eckard (1838–1907)
1890–191000Conrad von Rosenstiel († 1910)
1910–192800Hans von Hoffmann
1928–192900Ulrich Burmann (kommissarisch)
1929–193300Wilhelm Köhne (* 1883)
1933–194400Wilhelm Eckmann (1897–1945)
1942–194400Siemionowski
1944–194500Siegfried Kampf

## Kommunalverfassung
Der Kreis Bunzlau gliederte sich seit dem 19. Jahrhundert in die Städte Bunzlau und Naumburg a. Queis, in Landgemeinden und Gutsbezirke. Mit Einführung des preußischen Gemeindeverfassungsgesetzes vom 15. Dezember 1933 gab es ab dem 1. Januar 1934 eine einheitliche Kommunalverfassung für alle preußischen Gemeinden. Mit Einführung der Deutschen Gemeindeordnung vom 30. Januar 1935 trat zum 1. April 1935 im Deutschen Reich eine einheitliche Kommunalverfassung in Kraft, wonach die bisherigen Landgemeinden nun als Gemeinden bezeichnet wurden. Diese waren in Amtsbezirken zusammengefasst. Eine neue Kreisverfassung wurde nicht mehr geschaffen; es galt weiterhin die Kreisordnung für die Provinzen Ost- und Westpreußen, Brandenburg, Pommern, Schlesien und Sachsen vom 19. März 1881.

## Gemeinden
Der Kreis Bunzlau umfasste zuletzt zwei Städte und 70 Landgemeinden:
- Alt Jäschwitz
- Alt Warthau
- Altöls
- Aschitzau
- Aslau
- Birkenbrück
- Buchwald
- Bunzlau, Stadt
- Dobrau
- Eckersdorf
- Eichberg
- Gersdorf am Queis
- Gießmannsdorf
- Gnadenberg
- Gremsdorf
- Greulich
- Groß Gollnisch
- Groß Hartmannsdorf
- Groß Krauschen
- Günthersdorf
- Heiligensee
- Herrmannsdorf
- Herzogswaldau
- Hinterheide
- Kittlitztreben
- Klein Krauschen
- Klitschdorf
- Kosel
- Kroischwitz
- Kromnitz
- Lichtenwaldau
- Liebichau
- Linden
- Looswitz
- Lorenzdorf
- Martinwaldau
- Modlau
- Mühlbock
- Naumburg am Queis, Stadt
- Neu Jäschwitz
- Neuen
- Neuhammer
- Neundorf
- Nieder Schönfeld
- Nieder Thomaswaldau
- Ober Mittlau
- Ober Schönfeld
- Ober Thomaswaldau
- Ottendorf
- Paritz
- Possen
- Prinzdorf
- Rosenthal
- Rothlach
- Rückenwaldau
- Schnellenfurt
- Schwiebendorf
- Seifersdorf
- Siegersdorf
- Strans
- Thiergarten
- Thommendorf
- Tiefenfurt
- Tillendorf
- Tschirne
- Ullersdorf am Queis
- Urbanstreben
- Uttig
- Waldau (Oberlausitz)
- Wehrau
- Wenigtreben
- Wolfshayn

Zum Kreis gehörten außerdem die Forstgutsbezirke Bunzlauer Stadtforst und Klitschdorf-Wehrauer Heide. Bis 1938 verloren die folgenden Gemeinden ihre Eigenständigkeit:
- Baudendorf, am 1. April 1938 zu Altöls
- Burglehn, am 5. Mai 1908 zu Bunzlau
- Klein Gollnisch, am 1. April 1938 zu Eichberg
- Königswalde, am 1. April 1938 zu Herzogswaldau
- Neu Öls, am 1. April 1938 zu Altöls
- Neu Warthau, am 1. April 1938 zu Alt Warthau
- Nieder Groß Hartmannsdorf, am 1. April 1938 zu Groß Hartmannsdorf
- Nieder Mittlau, am 1. Oktober 1937 zu Liebichau
- Nieschwitz, am 1. April 1938 zu Alt Warthau
- Ober Groß Hartmannsdorf, am 1. April 1938 zu Groß Hartmannsdorf
- Schöndorf, am 1. April 1938 zu Lorenzdorf
- Ullersdorf am Bober, am 1. April 1938 zu Kroischwitz

## Ortsnamen
Die Gemeinde Tschirne wurde 1937 in Tonhain umbenannt – und heißt seit 1945 „Czerna“, jetzt Ortsteil der Gmina Nowogrodziec.

## Persönlichkeiten
- Martin Opitz (1597–1639), Barockdichter
- Otto Dienel (1839–1905), Organist und Komponist
- Barbara Bartos-Höppner (1923–2006), Schriftstellerin
- Friedrich Karl von Eggeling (1924–2022), Forstmann, Autor und Naturschützer
- Dieter Hildebrandt (1927–2013), Kabarettist
- Hans-Joachim Hoffmann (1929–1994), DDR-Kulturminister